# Nathalie Kruppa
Nathalie Kruppa ist eine deutsche Historikerin und Mittelalterforscherin.

## Werdegang
1991 begann Nathalie Kruppa ein Studium der Geschichte an der Georg-August-Universität Göttingen, das sie im Jahr 2000 mit der Promotion über die Grafen von Dassel bei Ernst Schubert abschloss. Seit Oktober 2002 arbeitet sie am Forschungsprojekt Germania Sacra mit, in dem es um die Erschließung kirchengeschichtlicher Quellen des Heiligen Römischen Reiches Deutscher Nation geht. Das vom Max-Planck-Institut für Geschichte ins Leben gerufene Projekt wird seit 2008 von der Niedersächsischen Akademie der Wissenschaften zu Göttingen betreut. Im Rahmen ihrer Mitarbeit daran hat Kruppa zahlreiche wissenschaftliche Bücher und Aufsätze über das Mittelalter veröffentlicht, der überwiegende Teil handelt von der Kirchen- und Herrschaftsgeschichte Niedersachsens.

## Mitgliedschaften
- Historische Kommission für Niedersachsen und Bremen (seit 2006)
- Historische Kommission für Westfalen (seit 2017)
- Redaktion der Online-Zeitschrift Concilium Medii Aevi

## Publikationen (Auswahl)
- Die Grafen von Dassel (1097–1337/38). Familie, Besitz und Regesten. (Veröffentlichungen des Instituts für Historische Landesforschung der Universität Göttingen 42), Verlag für Regionalgeschichte, Bielefeld 2002, ISBN 3-89534-392-7.
- mit Uwe Grieme und Stefan Pätzold: Bischof und Bürger. Herrschaftsbeziehungen in den Kathedralstädten des Hoch- und Spätmittelalters. (Veröffentlichungen des Max-Planck-Instituts für Geschichte 206; Studien zur Germania Sacra 26), Vandenhoeck & Ruprecht, Göttingen 2004, ISBN 3-525-35858-X.
- Die Hildesheimer Bischöfe von 1221 bis 1398, de Gruyter, Berlin und New York 2006, ISBN 978-3-11-019108-0.
- mit Jasmin Hoven, Bärbel Kröger und Christian Popp: Die Neuausrichtung der Germania Sacra an der Akademie der Wissenschaften zu Göttingen. In: Blätter für deutsche Landesgeschichte 143 (2007), S. 231–241.
- Pfarreien im Mittelalter. Deutschland, Polen, Tschechien und Ungarn im Vergleich, Vandenhoeck und Ruprecht, Göttingen 2008, ISBN 978-3-525-35892-4.
- Illuminierte Herrscher. Bildliche Erinnerungen an die Welfen in ihren süddeutschen Klöstern. In: Niedersächsisches Jahrbuch für Landesgeschichte 80 (2008), S. 241–282.
- Loccum als Grablege und Memorialort des Hochadels im Mittelalter. In: Ludolf Ulrich:  Neue Forschungen zum Zisterzienserkloster Loccum, Solivagus Verlag, Kiel 2016, S. 43–95, ISBN 3-943025-30-6.
- Das mittelalterliche Domkapitel Hildesheim als Karrierestation. Die Beispiele Verden und Osnabrück. In: Christine van den Heuvel: Perspektiven der Landesgeschichte. Festschrift für Thomas Vogtherr, Wallstein Verlag, Göttingen 2020, S. 81–96, ISBN 978-3-8353-3747-3.
- Die Hildesheimer Weihbischöfe bis 1504, (Germania Sacra, Supplementband 5), Verlag der Akademie der Wissenschaften, Germania Sacra, Göttingen 2023, ISBN 978-3-9460-4819-0.